# Aaliyah Powell
Aaliyah Jadine Powell, född 25 oktober 2002 i Huddersfield, är en brittisk taekwondoutövare. 

## Karriär
Powell började med taekwondo som nioåring. I november 2017 tog hon silver i 44 kg-klassen vid junior-EM i Larnaca. I april 2018 tog Powell guld i 46 kg-klassen vid junior-VM i Hammamet. I maj 2019 tog hon som 16-åring brons i 53 kg-klassen vid VM i Manchester.
I november 2022 tog Powell brons i 62 kg-klassen vid VM i Guadalajara. I juni 2023 tog hon ännu ett brons i 62 kg-klassen vid VM i Baku. Samma månad tog Powell också brons i 62 kg-klassen vid europeiska spelen i Kraków-Małopolska.
I maj 2024 tog Powell silver i 62 kg-klassen vid EM i Belgrad efter en finalförlust mot Kimia Alizadeh.